# 가노시마 유
가노시마 유(일본어: 彼島 優, 2003년 5월 5일~)는 일본의 축구 선수이다.

## 국가대표팀 경력
그는 2023년 FIFA U-20 월드컵에 참가할 일본 U-20 국가대표팀에 발탁되었다.